# کیلیشی

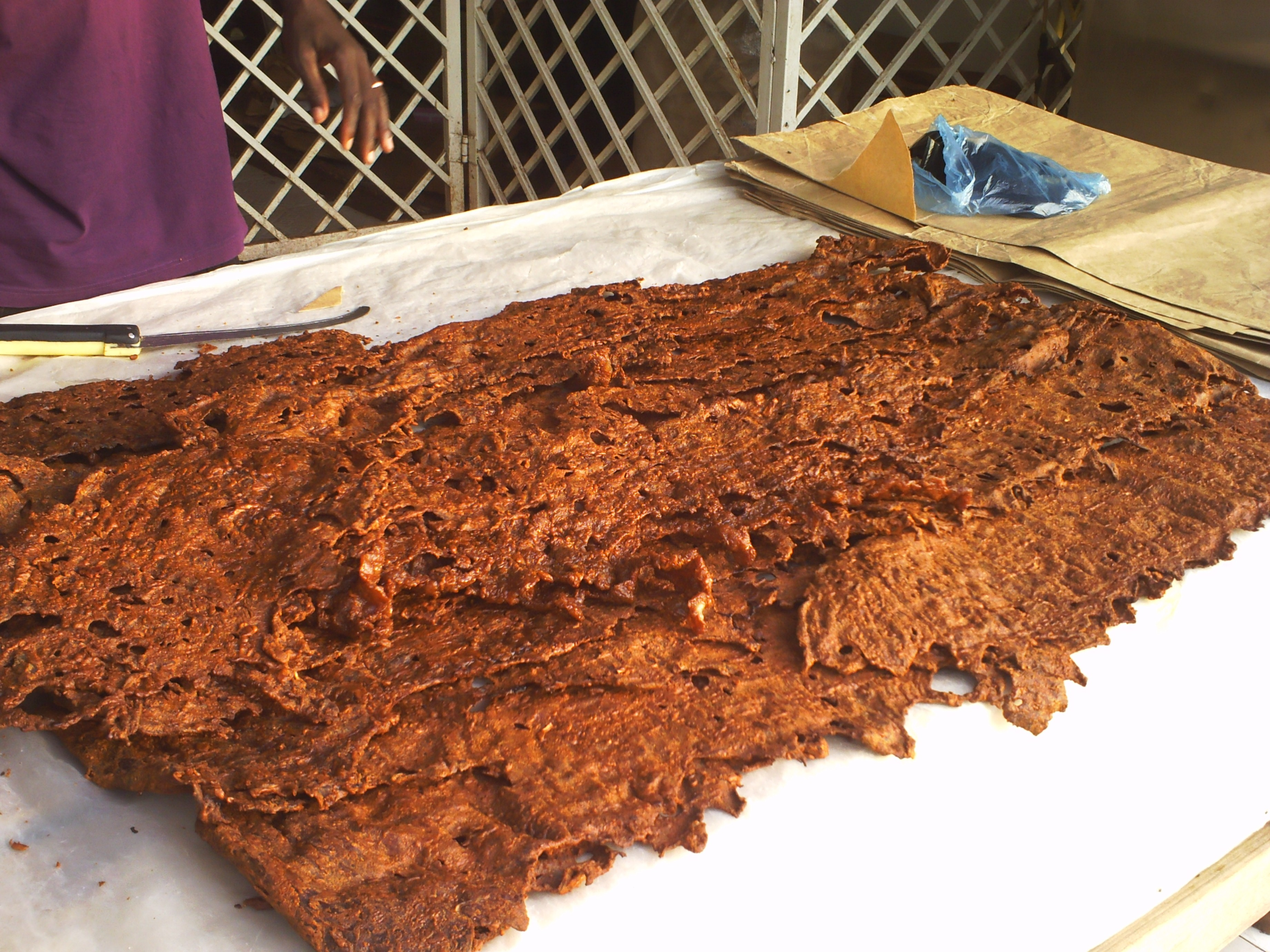
کیلیشی

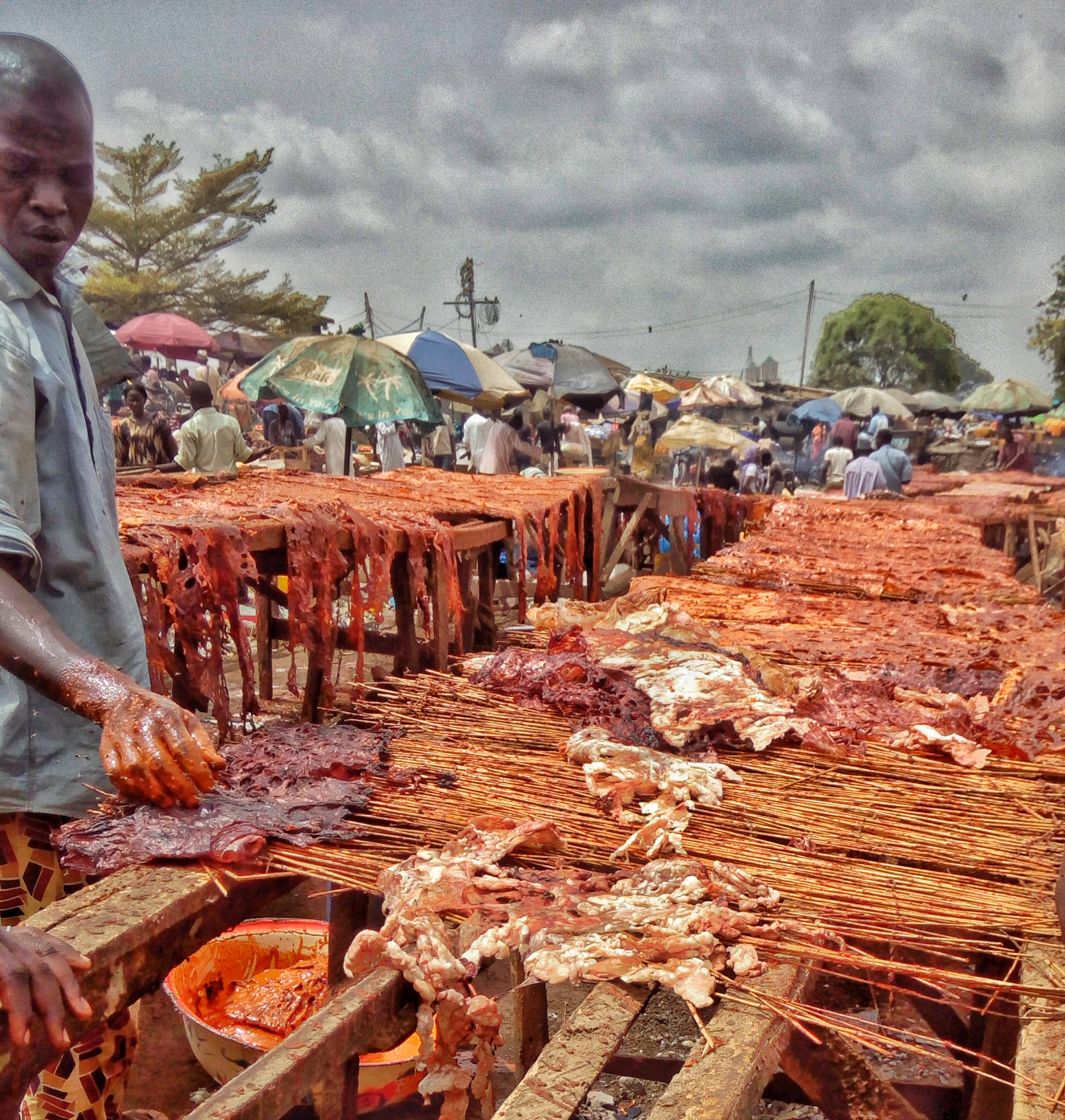
خشک شدن کیلیشی در زیر آفتاب؛ نیجریه

کیلیشی نوعی غذا از گوشت خشک‌شده‌است که توسط مردم هوسه تهیه می‌شود. این غذا از گوشت گاو یا گوسفند لایه‌لایه شده تهیه می‌شود. برای خشک شدن آسان، هر یک از تکه‌های انتخاب شده به ورق‌هایی با ضخامت یک متر یا کمتر تقسیم می‌شوند. سپس ورقه‌های خشک شده گوشت، جمع‌آوری شده و برای فرایند بعدی نگهداری می‌شوند.
لابو «خمیری که از بادام زمینی تهیه می‌شود» را با آب، ادویه، نمک، پیاز آسیاب شده و گاهی شیرین کننده‌هایی مانند عسل یا شیره خرما به اندازه کافی رقیق می‌کنند. سپس ورق‌های خشک شده گوشت را یکی یکی در خمیر لابو غوطه ور می‌کنند تا روی آنها پوشانده شود و آنها را در مجاورت نور خورشید، روی توری‌هایی که از سیم یا حصیر ساخته‌شده‌اند، پهن می‌کنند تا خشک شوند.
کیلیشی را می‌توان ماه‌ها نگه داشت بدون اینکه طعم آن تغییرات محسوسی کند.